# Nikša Skelin
Nikša Skelin (født 25. marts 1978 i Split) er en kroatisk tidligere roer og dobbelt olympisk medaljevinder.

## Rokarriere
Skelin har roet sammen med sin storebror, Siniša Skelin, gennem mange år. Først var de med i den kroatiske otter, der deltog i OL 2000 i Sydney, hvor Igor Francetić, Tihomir Franković, Tomislav Smoljanović, Krešimir Čuljak, Igor Boraska, Branimir Vujević og styrmand Silvijo Petriško udgjorde resten af besætningen. Kroaterne vandt deres indledende heat og var dermed klar til finalen. Her var det de britiske verdensmestre fra 1999, der vandt guld foran Australien, mens kroaterne blev nummer tre og fik bronze. Størstedelen af de kroatiske bronzevindere var også med i båden til VM året efter, hvor det blev til en sølvmedalje.
I 2002 skiftede brødrene Skelin til toer uden styrmand, og de vandt VM-bronze dette år, mens de i 2003 vandt VM-sølv. Ved OL 2004 i Athen stillede de op i toer uden styrmand, og her blev de nummer to i indledende heat og i semifinalen. I finalen var det de regerende verdensmestre fra Australien, Drew Ginn og James Tomkins, der var stærkest og vandt guld, mens Skelin-brødrene igen fik sølv og sydafrikanerne Donovan Cech og Ramon di Clemente, der også havde vundet VM-bronze året før, også denne gang fik bronze. Nikša og Siniša Skelin deltog også OL 2008 i Beijing i toeren uden styrmand, hvor de blev nummer 12.

## OL-medaljer
- 2004:  Sølv i toer uden styrmand
- 2000:  Bronze i otter